# 能代豚なんこつ
能代豚なんこつ（のしろぶたなんこつ）は、秋田県能代市周辺で調理販売されている豚軟骨料理。ご当地グルメの一つ。日本国内で食べられている軟骨が鶏のものが多いことに対して、豚の軟骨を使用していること、また固い軟骨を煮込むのではなく細かく叩いて焼いて調理するのが特徴である。
昭和50年代、地元の飲食店が食べられずに廃棄されている軟骨を包丁で叩いて食べられるように提供したのが始まりといわれる。現在では能代市周辺に定着し、多くの店舗で提供されているほか、精肉店でも豚軟骨が販売され、各家庭で調理されている。
豚ばら軟骨部分を包丁で細かく叩いて食べやすくした後、焼いて調理する。味付けは主に塩コショウまたはタレで食べる。焼いた肉の旨みと合わさった軟骨のコリコリした食感が特徴である。
近年はB級グルメの大会である「B-1グランプリ」の北海道・東北大会に出場している。